# Mjölkdunört
Mjölkdunört (Epilobium lactiflorum) är en dunörtsväxtart som beskrevs av Haussk.. Enligt Catalogue of Life ingår Mjölkdunört i släktet dunörter och familjen dunörtsväxter, men enligt Dyntaxa är tillhörigheten istället släktet dunörter och familjen dunörtsväxter. Arten är reproducerande i Sverige. Inga underarter finns listade i Catalogue of Life.